# Mistrzostwa Europy w Lekkoatletyce 1978 – bieg na 1500 m kobiet

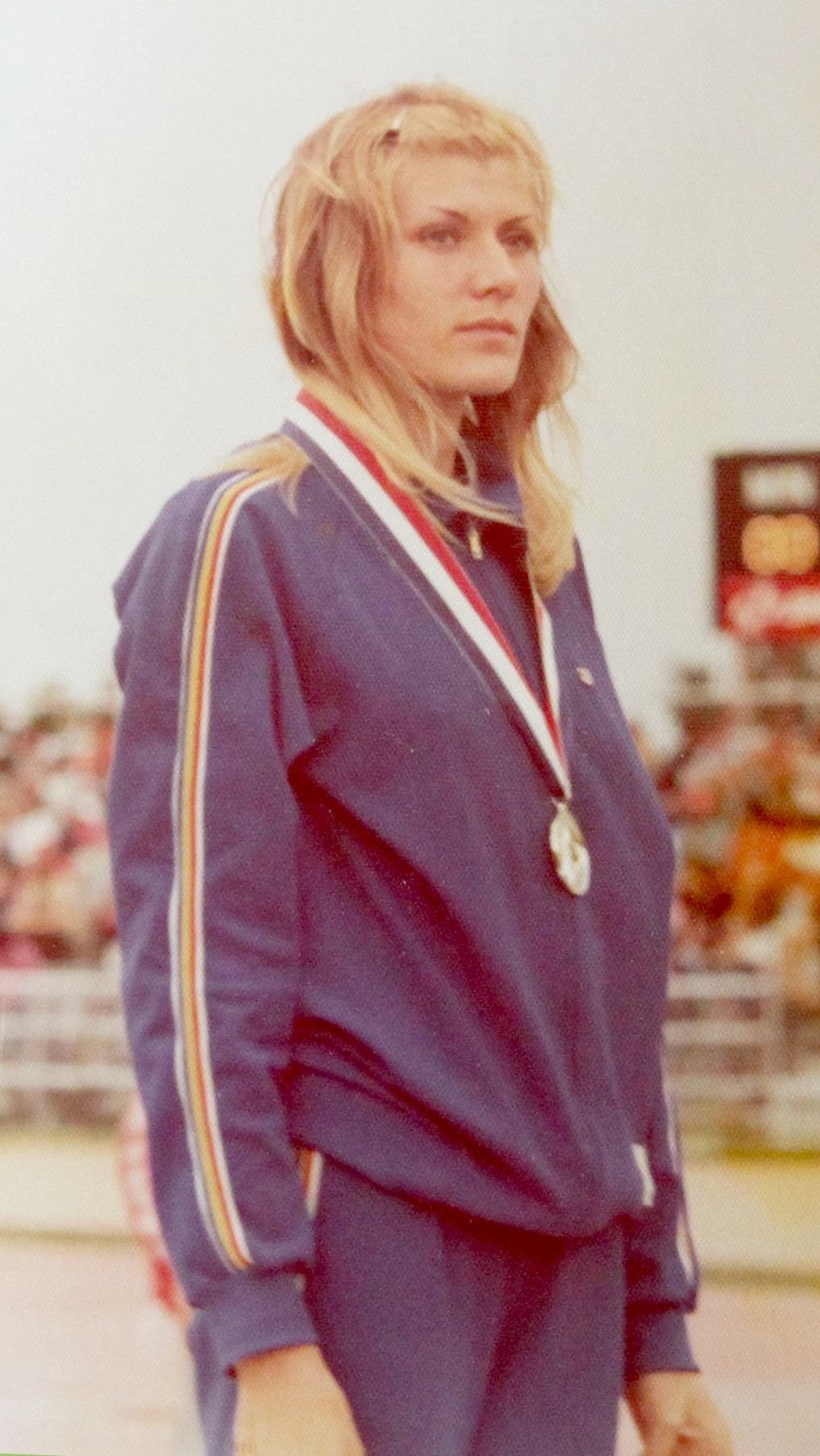
Natalia Mărășescu

Bieg na dystansie 1500 metrów kobiet był jedną z konkurencji rozgrywanych podczas XII mistrzostw Europy w Pradze. Biegi eliminacyjne zostały rozegrane 1 września, a bieg finałowy 3 września 1978 roku. Zwyciężczynią tej konkurencji została reprezentantka Związku Radzieckiego Giana Romanowa. W rywalizacji wzięło udział dwadzieścia zawodniczek z czternastu reprezentacji.

## Rekordy
| Rekord świata     | Tatjana Kazankina (SUN)   | 3:56,0  | Podolsk, ZSRR | 28.06.1976 |
| Rekord Europy     | Tatjana Kazankina (SUN)   | 3:56,0  | Podolsk, ZSRR | 28.06.1976 |
| Rekord mistrzostw | Gunhild Hoffmeister (GDR) | 4:02,25 | Rzym, Włochy  | 08.09.1974 |

## Wyniki

### Eliminacje
Rozegrano dwa biegi eliminacyjne. Do finału awansowało po pięć najlepszych zawodniczek każdego biegu eliminacyjnego (Q), a także dwie spośród pozostałych z najlepszymi czasami (q).
Bieg 1
| Miejsce | Zawodniczka      | Czas    | Uwagi |
| ------- | ---------------- | ------- | ----- |
| 1       | Ulrike Bruns     | 4:11,50 | Q     |
| 2       | Gabriella Dorio  | 4:11,5  | Q     |
| 3       | Weseła Jacinska  | 4:11,7  | Q     |
| 4       | Giana Romanowa   | 4:11,8  | Q     |
| 5       | Cornelia Bürki   | 4:11,8  | Q     |
| 6       | Brigitte Kraus   | 4:11,9  |       |
| 7       | Mary Stewart     | 4:17,5  |       |
| 8       | Tineke Kluft     | 4:17,7  |       |
| 9       | Irén Lipcsei     | 4:20,2  |       |
| 10      | Fernande Schmitt | 4:31,3  |       |

Bieg 2
| Miejsce | Zawodniczka          | Czas    | Uwagi |
| ------- | -------------------- | ------- | ----- |
| 1       | Natalia Mărășescu    | 4:05,76 | Q     |
| 2       | Maricica Puică       | 4:06,1  | Q     |
| 3       | Walentina Iljinych   | 4:06,3  | Q     |
| 4       | Grete Waitz          | 4:06,3  | Q     |
| 5       | Ludmiła Kalnicka     | 4:06,7  | Q     |
| 6       | Totka Petrowa        | 4:07,2  | q     |
| 7       | Christine Benning    | 4:11,8  | q     |
| 8       | Magdolna Lázár       | 4:14,4  |       |
| 9       | Drahomíra Zvoníčková | 4:19,2  |       |
| 10      | Véronique Rentie     | 4:40,3  |       |

### Finał
| Miejsce | Zawodniczka        | Czas    | Uwagi |
| ------- | ------------------ | ------- | ----- |
| 1       | Giana Romanowa     | 3:59,01 | CR    |
| 2       | Natalia Mărășescu  | 3:59,77 |       |
| 3       | Totka Petrowa      | 4:00,15 |       |
| 4       | Walentina Iljinych | 4:00,18 |       |
| 5       | Grete Waitz        | 4:00,55 | NR    |
| 6       | Gabriella Dorio    | 4:01,25 |       |
| 7       | Ulrike Bruns       | 4:02,20 |       |
| 8       | Cornelia Bürki     | 4:04,60 |       |
| 9       | Weseła Jacinska    | 4:04,73 |       |
| 10      | Ludmiła Kalnicka   | 4:06,6  |       |
| 11      | Maricica Puică     | 4:09,1  |       |
| 12      | Christine Benning  | 4:11,5  |       |